# 698
Évszázadok: 6. század – 7. század – 8. század
Évtizedek: 640-es évek – 650-es évek – 660-as évek – 670-es évek – 680-as évek – 690-es évek – 700-as évek – 710-es évek – 720-as évek – 730-as évek – 740-es évek
Évek: 693 – 694 – 695 – 696 –  697 – 698 – 699 – 700 – 701 – 702 – 703

## Események

### Bizánci Birodalom
- Pestisjárvány Konstantinápolyban. Állítólag Szíriából hurcolták be a járványt (ahol szintén sok áldozatot szed, az arabok fel is függesztik katonai akcióikat) és Leontiosz császár leromboltatja azt a piacot, ahol először megjelent a betegség.
- Észak-Afrikában a muszlimok Hasszán ibn Núman vezetésével ismét elfoglalják Karthágót, aki mivel nem akarja, hogy a bizánciak egy ellentámadással erős erődítményhez jussanak, teljesen elpusztítja a várost. A bizánci flotta Krétára vonul vissza. A kudarc miatt büntetéstől tartó bizánci tisztek fellázadnak, megölik parancsnokukat, Ióannész Patrikioszt és egyik társukat, Apszimaroszt kiáltják ki császárrá. Apszimarosz a III. Tiberiosz uralkodói nevet veszi fel.
- Tiberiosz Konstantinápolyhoz hajózik és blokád alá veszi a várost. Néhány hónap után a vele rokonszenvező Zöldek pártja (a Kékek mellett a másik kocsiversenyzői szurkolói tábor, amely azonban a politikában is komoly súllyal rendelkezett) a kapukat megnyitva beengedi őt Konstantinápolyba. Leontiosz császárt elfogják, orrát levágva alkalmatlanná teszik az uralkodásra és kolostorba zárják.
- Tiberiosz fivérét, Héraklioszt kinevezi a keleti sereget főparancsnokává. Hérakliosz átkel a Taurusz-hegységen, betör a muszlimok által megszállt Kilikiába, legyőzi az ellene küldött arab sereget, majd a következő év tavaszán visszatér bizánci területre.

### Európa
- Cunipert longobárd király Paviában zsinatot hív össze, ahol Petrus aquileiai pátriárka feladja egyháza háromcikkely-vita óta, 145 éve tartó különállását és alárendeli magát a római pápának.
- A frízeket térítő Willibrord megalapítja Echternach apátságát.

### Omajjád Kalifátus
- Hasszán ibn Núman betör az Aurès-hegységbe, de a meszkianai csatában a berberek Dihja királynő vezetésével súlyos vereséget mérnek rá. Hasszán egészen Líbiáig kénytelen visszavonulni.

### Ázsia
- Te Cso-jong a koreai Sillától északra, Mandzsúriában a kogurjói menekültekből és a helyi törzsekből megszervezi Palhe királyságát.
- Indokínában Khun Lo tai herceg meghódítja Luangparabangot és kikiáltja Muang Szua királyságát.
- Kapagan türk kagán a szövetségi szerződésüknek megfelelően Tang-dinasztiabeli herceget kér lánya számára férjül a kínaiaktól. Amikor Vu Cö-tien császárnő csak a saját családjából (Vu) valót küld, a kagán bebörtönzi a herceget és fosztogatva mélyen benyomul kínai területre, majd visszatér hazájába.

## Születések
- Vang Csang-ling, kínai költő

## Halálozások
- Szent Trudo, frank hittérítő

## Fordítás
- Ez a szócikk részben vagy egészben  a(z)   698 című angol Wikipédia-szócikk ezen változatának fordításán alapul.  Az eredeti cikk szerkesztőit annak laptörténete sorolja fel. Ez a jelzés csupán a megfogalmazás eredetét és a szerzői jogokat jelzi, nem szolgál a cikkben szereplő információk forrásmegjelöléseként.